# Dimitris Siovas
Dimitris Siovas (16 de setembro de 1988) é um futebolista profissional grego que atua como zagueiro.[carece de fontes?] Atualmente, está sem clube.

## Títulos
Olympiakos
- Superleague Grega (3): 2012–13, 2013–14, 2014-2015
- Copa da Grécia (1): 2012-2013

Grécia Sub-19
- Campeonato da UEFA Sub-19 Vice (1): 2007